# Hyperolius mosaicus
Hyperolius mosaicus és una espècie de granota de la família dels hiperòlids que viu al Camerun, Gabon i, possiblement també, a la República del Congo i Guinea Equatorial.
Està amenaçada d'extinció per la pèrdua del seu hàbitat natural.